# 吹田市立やすらぎ苑
吹田市立やすらぎ苑（すいたしりつやすらぎえん）は大阪府吹田市吹東町17-1にある火葬場である。

## 解説
1970年代に吹田市立大曾根火葬場としてそれまでの旧施設は鉄骨スレート葺の30ｍ程ある煙突で、阪急相川駅そばの新京阪橋からも煙突が目立って見えていた。
1980年代に無縁無臭化の建築物に改築。その際に現在の名称に変更された。その時は旧施設の西側に移設したが、2000年代に入り老朽化が進み現在の建物に改築された。その際火葬棟を旧大曾根火葬場と同じ位置に戻された。外観は火葬場とは見えない様式である。

## 施設概要
名称　吹田市立 やすらぎ苑
所在地　大阪府吹田市吹東町（すいとうちょう）17番1号
アクセス　JR京都線吹田駅徒歩15分阪急バス10系統「大曽根」下車徒歩5分　阪急京都本線相川駅徒歩13分　
駐車場　３０台（乗用車23台・身障者用1台・マイクロバス6台）
開苑時間　9：00～18：30
休苑日　1月1日
炉数　8基